# Награда Сатурн за најбољу филмску адаптацију стрипа
Награда Сатурн за најбољу филмску адаптацију стрипа се додељује од 2013. године, што је чини једном од две најмлађе категорије ове награде. Првих шест награда су освојили филмови из Марвеловог филмског универзума, а Напад титана (2015) је једина номинована адаптација манге.
Следи списак награђених филмова по годинама:
| Година   | Филм                         |
| -------- | ---------------------------- |
| 2013.    | Ајронмен 3                   |
| 2014.    | Чувари галаксије             |
| 2015.    | Антмен                       |
| 2016.    | Доктор Стрејнџ               |
| 2017.    | Црни Пантер                  |
| 2018/19. | Осветници: Крај игре         |
| 2019/20. | Џокер                        |
| 2021/22. | Спајдермен: Пут без повратка |
| 2022/23. | Чувари галаксије 3           |